# Diabelska tancerka
Diabelska tancerka (ang. The Devil Dancer) – amerykański film z 1927 roku w reżyserii Freda Niblo.

## Obsada
- Gilda Gray
- Clive Brook
- Anna May Wong

## Nominacje
| Nazwa nagrody | Wygrane            | Nominacje                                                                                  |
| ------------- | ------------------ | ------------------------------------------------------------------------------------------ |
| Oscar         | 1929 bez rezultatu | 1929 Najlepsze zdjęcia George Barnes (również za filmy: Sadie Thompson i Magiczny płomień) |